# La venganza (película de 1958)
La venganza es una película española dirigida por Juan Antonio Bardem en 1958. La película fue exhibida en el Festival de Cannes de ese mismo año, y su estreno en España tuvo lugar el 16 de febrero de 1959.

## Reparto
| Actor             | Personaje           |
| ----------------- | ------------------- |
| Carmen Sevilla    | Andrea Díaz         |
| Raf Vallone       | Luis "el Torcido"   |
| Jorge Mistral     | Juan Díaz           |
| José Prada        | Santiago "el Viejo" |
| Manuel Alexandre  | Pablo "el Tinorio"  |
| Manuel Peiró      | Maxi "el Chico"     |
| Conchita Bautista | cantante            |
| Rufino Inglés     | amo                 |
| José Marco Davó   | hombre              |
| Rafael Bardem     | médico              |
| Maria Zanoli      | madre               |
| Xan das Bolas     | segador gallego     |
| Fernando Rey      | escritor            |

## Argumento
Juan (Jorge Mistral) regresa al pueblo tras estar encerrado diez años por un crimen que no cometió. Conjuntamente con su hermana Andrea (Carmen Sevilla), deciden vengarse de quien creen que es el culpable de los males de la familia: Luis "el Torcido" (Raf Vallone). Para ello, los dos hermanos se unirán a una cuadrilla de segadores que busca trabajo por los campos de Castilla y cuyo jefe es su rival.

## Producción
La película tuvo numerosos problemas con la censura, que llegó a prohibir el título original que ya aparecía en el guion escrito en 1957 (Los segadores), por coincidir con el nombre del himno catalán (Els segadors). Uno de ellos fue cambiar el momento en que ocurría la acción (los años 50 en el guion) sugiriendo que ocurrieran los hechos descritos en 1935. "De este modo, la dura situación social de los segadores que se describe en el filme sería responsabilidad de las autoridades republicanas y no de las franquistas..." Al final, Bardem situó la acción en 1931, quitándole responsabilidad a la República de los sufrimientos de los personajes.
El rodaje comenzó el 26 de junio de 1957 acabando el 29 de septiembre de dicho año.

## Premios
La venganza es la película española que ostenta el honor de ser la primera que representó a España en los premios Oscar. También fue presentada al Festival de Cannes de 1958.
En los Premios del Sindicato Nacional del Espectáculo de 1958 la película quedó en tercer lugar, aunque su director recibió el Premio al Mejor Director y a la Mejor Realización Técnica.
En los Premios San Jorge de 1960 recibió los siguientes galardones:
- Mejor película española
- Mejor Fotografía en Película Española: Mario Pacheco